# Рынок Телок Эйр
Рынок Телок Эйр (кит.: 直落亚逸巴刹), также известный как Лау Па Сат («старый рынок»; 老巴刹) — историческое строение в Сингапуре, расположенное в Деловом центре, в Центральном районе Сингапура. В настоящее время он служит центром общественного питания. Внутри сооружения находятся несколько магазинов, обувная мастерская и тому подобное. По вечерам в выходные в центре рынка живьём выступает музыкальная группа.
Лау Па Сат был включён в число памятников национального значения 6 июля 1973 года.

## Этимология
В начале XIX века Рынок Телок Эйр представлял собой простое деревянное строение, стоящее на сваях над водами залива Телок Эйр, от которого и получил своё название. На малайском языке Телок Эйр означает «водный залив».
Из-за своей викторианской железной структуры он также упоминается на малайском языке как пасар беси (железный рынок).
Лау (老) означает «старый»; па сат на южгоминьском диалекте китайского языка эквивалентно персидскому «базар». Поэтому название Лау Па Сат, означающее «старый базар», распространено среди китайской общины Сингапура.

## История

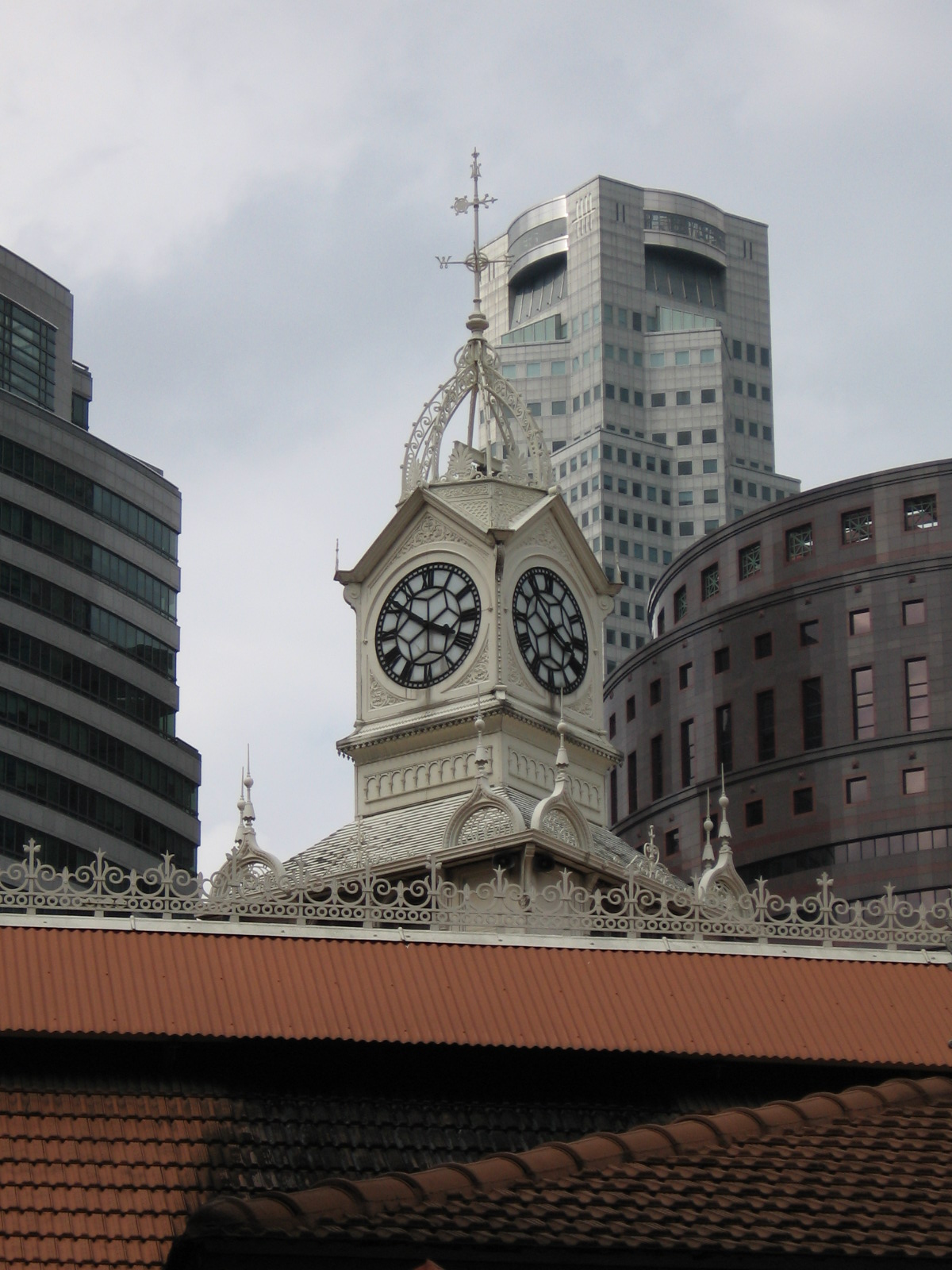
Примечательная башня с часами на здании рынка Телок Эйр.

Первый рынок в Сингапуре располагался на южном берегу реки Сингапур. Когда правительство приобрело эту землю для более выгодных целей, коммерческого использования, в 1823 году, рынку пришлось перебраться на Телок Эйр Стрит.
Когда рынок Телок Эйр впервые открылся в 1825 году, он располагался у самого моря. Причалы, ведущие к рынку, позволяли разгружать и загружать товар непосредственно с лодок. Простые метр на 2,5 метра брёвна, сплетённые нипой и покоящиеся на деревянных сваях не были достаточно крепкими, чтобы противостоять природным стихиям. Эта конструкция оставалась нетронутой пока в 1836 году не встала необходимость по увеличению территории рынка.
Архитектор Джордж Друмгул Колман создал проект восьмиугольного строения рынка с декоративными колоннами у входа. Этот рынок был открыт в 1838 году и простоял до 1879 года, когда нужды мелиорации вынудили его снести.
Рынок Телок Эйр был возрождён в 1894 году. Спроектированный муниципальным инженером Джеймсом МакРитчи и построенный на вновь освоенных землях, он более-менее напоминал современный вид рынка. Следуя восьмиугольной конструкции Колмана МакРитчи добавил к ней чугунную поддерживающую структуру. В центре здания он поместил фонтан, который оставался здесь до 1920 года, когда он был перемещён на ныне несуществующий рынок на Орчард-роуд.
В начале 1970-х годов территория вокруг рынка Телок Эйр — Шентон-Уэй, Робинсон-роуд, Сесил-стрит и Раффлз-плейс — превратилась в оживлённый деловой центр со сверкающими небоскрёбами. В 1973 году рынок был преобразован в лоточный центр, а в 1986 году он был и вовсе закрыт из-за строительства линии Системы скоростного транспорта (MRT). Из-за того что здание рынка могло разрушиться от вибрации во время строительства туннеля, его разобрали, чтобы впоследствии восстановить. Была признана историческая и архитектурная ценность здания, а его чугунная конструкция подлежала обязательному сохранению.
Рынок Телок Эйр подвергся последней на данный момент реконструкции в конце 1980-х годов, когда работы по сооружению подземного туннеля для линии MRT были закончены.
Переименованный в Лау Па Сат, популярное среди самих сингапурцев название, старый рынок был вновь открыт в 1991 году с заведениями общественного питания, привлекающими как работников ближайшего делового центра, так и иностранных туристов.

## Архитектура

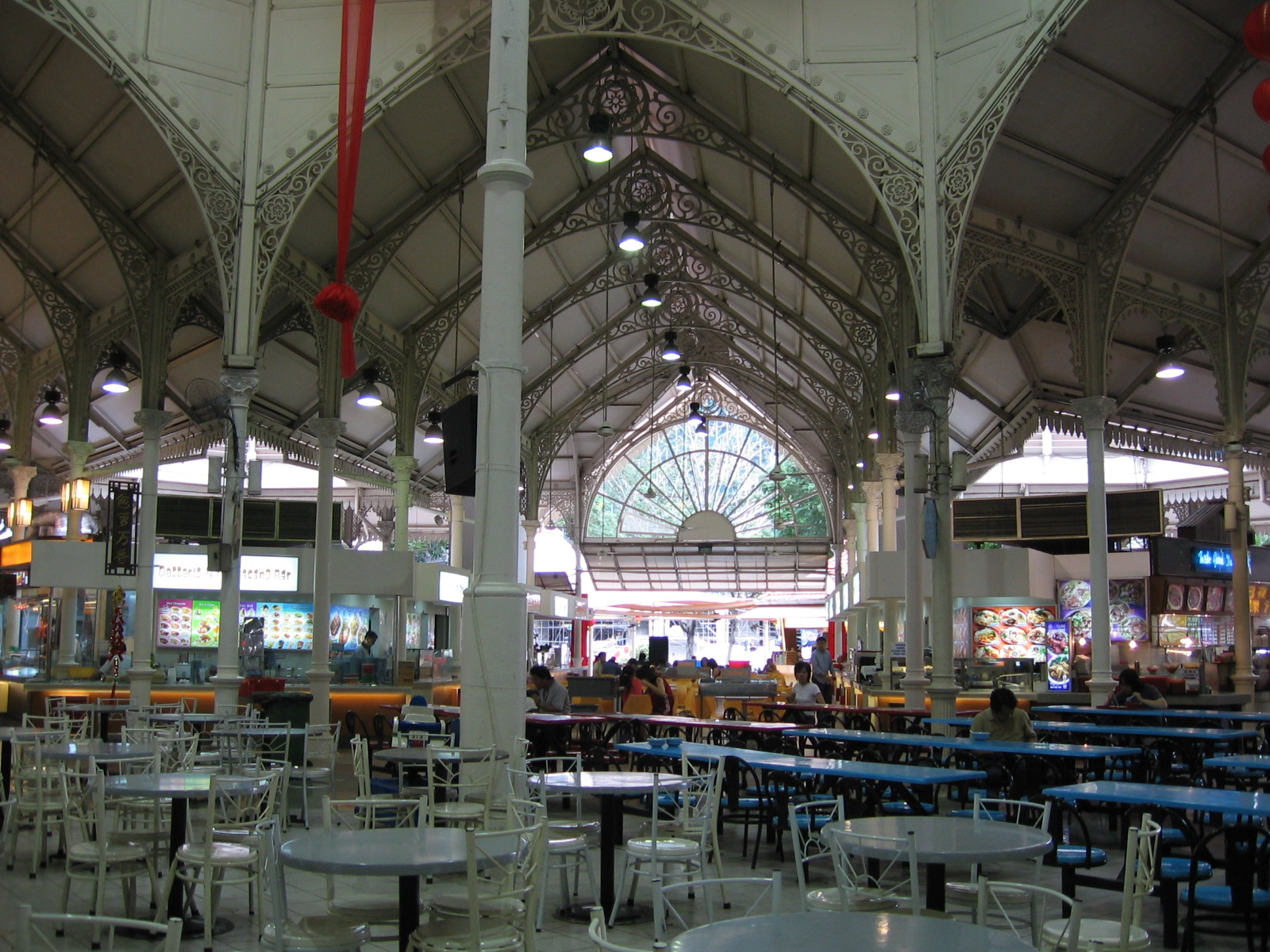
Сложная крыша и колонны рынка в викторианском стиле.

Уникальная восьмиугольная чугунная конструкция рынка Телок Эйр легка в своём исполнении и была спроектирована Джемсом МакРитчи. Она была привезена сюда из Глазго компанией «P&W MacLellan», которая также изготовила железную конструкцию для располагающегося поблизости моста Кавенах в 1868 году.
Использование чугуна в структуре сооружения, а также изготовление из него декоративных элементов, весьма типично для викторианской архитектуры.